# Simon Njami
Simon Njami (Losanna, 1962) è uno scrittore, critico d'arte e curatore camerunese.

## Biografia
Simon Njami nasce a Losanna in Svizzera nel 1962. Dopo gli studi in filosofia si dedica al lavoro di scrittore e collabora con riviste.
Nel 1990 viene coinvolto Jean Loup Pivin e Pascal Martin Saint Léon nella creazione della rivista "Revue Noire" che pubblica il suo primo numero a primavera del 1991.
È consulente della Collezione Sindika Dokolo, dell'Association Française d'Action Artistique e cofondatore e capo-redattore della rivista culturale "Revue Noire". 
Nel 2001 diventa curatore degli Incontri africani della fotografia di Bamako con i quali collaborerà come curatore fino al 2007.
È membro del comitato scientifico del Musée des Confluences di Lione del Museo della civilizzazione e dell'unita della Reunion di Saint-Denis. È visiting professor dell'Università di San Diego. È nel comitato di nomina del premio Pictet

## Attività
Simon Njami è curatore e scrittore. Ha realizzato ricerche sulla produzione artistica e culturale in particolare in Africa ed è curatore di mostre che hanno fatto conoscere la produzione del continente e della sua diaspora e hanno dato una definizione ampia e inclusiva di arte contemporanea africana. In particolare attraverso il suo coinvolgimento come curatore degli Incontri africani della fotografia di Bamako (2001, 2003, 2005 e 2007), Simon Njami realizza specifiche ricerche sulla produzione dei fotografi africani nel mondo.

### Esposizioni
Il lavoro di Simon Njami come curatore è estremamente intenso e noto. In particolare la grande esposizione itinerante Africa Remix ha fatto conoscere il suo lavoro a livello internazionale. È direttore artistico degli Incontri africani della fotografia di Bamako del 2001 e nel 2007 co-curatore del padiglione dell'Africa alla 52ª Biennale di Venezia. Collabora con la Triennale di Luanda ed è curatore generale di SUD-Salon Urbain de Douala del 2010. Tra gli artisti esposti e sostenuti da Simon Njami si possono ricordare Jane Alexander, Bili Bidjocka, Tracey Rose, Andrew Tshabangu; Simon Njami realizza inoltre diverse iniziative in collaborazione con Fernando Alvim.

#### Esposizioni curate da Simon Njami
- The Divine Comedy, MMK (Museum für Moderne Kunst), Frankfurt am Main, 2014
- Ethnicolor, Paris, 1987. A cura di Bruno Tilliette e Simon Njami. Ethnicolor, Autrements, Paris, 1987. Catalogo con contributi di Bruno Tilliette, Simon Njami, Jean-Loup Pivin, Pierre Gaudibert[3].
- Otro Païs: Escalas Africanas (Another Century: African Stepovers), Centro Atlantico de Arte Moderno, Les Palmas de Gran Canaria, 1994. A cura di Simon Njami e Joëlle Busca (coordinamento generale di Orlando Britto Jinorio), Las Palmas de Gran Canaria (15/11/1994-15/01/1995); Palma de Mallorca Fundacion “La Caixa” (15/02-16/04/1995).
- Die Andere Reise, Vienna, 1996
- Suites africaines, Parigi, 1997. A cura di "Revue Noire".
- El Tiempo de Africa. A cura di Simon Njami, Centro Atlantico de Arte Moderno (12/12/2000-04/02/2001); Madrid, 19/04-31/05/2001.
- Les Rencontres Africaines de la Photographie, Bamako, 2001, 2003, 2005 e 2007.
- NEXT FLAG.Reexistencia cultural generalizada: Exposition d'art contemporain africain - Collection Hans Bogatzke (il titolo della pubblicazione è Next Flag: The African Sniper Reader, (a cura di) Fernando Alvim, Heike Munder & Ulf Wuggenig, Migros Museum für Gegenwartskunst, Zürich, 2005). A cura di Fernando Alvim e Simon Njami, Site de l'Université du Travail Paul Pastur, Charleroi, Belgio (14/03-18/05/2003).
- Africa Remix. A cura di Simon Njami in collaborazione con Els van der Plas, David Elliott, Jean-Hubert Martin, Marie-Laure Bernadac, Roger Malbert, Museum Kunst Palast, Düsseldorf (24/07-07/11/2004); Hayward Gallery, London (10/02-17/04/2005); Centre Georges Pompidou, Paris (25/05-15/08/2005); Mori Art Museum, Tokyo (02-05/2006).
- Check List Luanda Pop. A cura di Fernando Alvim e Simon Njami. 52nd Venice Biennale, Venice, Italy (06/-07/2007).
- Up and Coming, ARCO, Madrid, 2003; the First African Pavillion at the 52nd Venice Biennale 2007.
- As you Like It, the first African contemporary art fair, Johannesburg, 2008.
- Triennale di Luanda, seconda edizione, Luanda, Angola, 2010. Curatore associato.
- A Useful Dream. African Photography 1960-2010, all'interno di GEO-Graphics promosso dall'architetto David Adjaye, 2010[4].
- SUD-Salon Urbain de Douala, seconda edizione, Douala, 2010. Curatore generale.

### Pubblicazioni
Simon Njami è autore di romanzi, saggi e articoli. Nel 1991 è il fondatore a Parigi della rivista "Revue Noire" insieme a Jean Loup Pivin e Pascal Martin Saint Léon. È autore del saggio dedicato a Léopold Sédar Senghor del 2006 C'était Senghor.

### Saggi sull'arte contemporanea
- Le paradoxe global: Révélé au monde et donc à l'histoire de l'art par les cubistes, l'art africain, confronté aux dangers d'uniformisation et aux diktats de la reconnaissance occidentale, ne s'imposera véritablement qu'en assumant pleinement son altérité in "Africultures", 01/04/2006.

#### Romanzi
Simon Njami è autore di romanzi.
- Lumieres noires, 2005
- Black Paris: The African Writers' Landscape, Simon Njami e Bennetta Jules-Rosette, 2000
- James Baldwin, ou, Le devoir de violence, Seghers, 1991
- La Peur, Serpent à Plumes, 1990
- African Gigolo, Seghers, 1989
- Les Clandestins, Gallimard Jeunesse, 1989
- Les enfants de la Cité, Gallimard Jeunesse, 1987
- Cercueil et Cie, Lieu Commun, 1985 (Coffin & Co., 1987)